# Sceloporus palaciosi
Sceloporus palaciosi (колюча ігуана Паласіоса) — вид ігуаноподібних ящірок родини фриносомових (Phrynosomatidae). Ендемік Мексики.

## Поширення і екологія
Колючі ігуани Паласіоса мешкають в горах Трансмексиканського вулканічного поясу на заході штату Мехіко, на півночі Морелосу та на півдні Федерального округу, зокрема на горі Ахуско. Вони живуть в густих, вологих хвойних лісах, на висоті від 2700 до 4400 м над рівнем моря. Є живородними.